# 2007 في نيوزيلندا
فيما يلي قوائم الأحداث التي وقعت خلال عام 2007 في نيوزيلندا.

## رياضة
- 1 يناير – رالي نيوزيلندا 2007

## كتب
من الكتب التي صدرت هذه السنة في نيوزيلندا:
- 1 يناير – ماهية الذكاء من تأليف جيمس فلين (أستاذ جامعي).

### فبراير
- 7 فبراير – آلن ماكديرميد (مواليد 1927) كيميائي نيوزيلندي.